# Denys Granier-Deferre
Denys Granier-Deferre, nascut el 27 de desembre de 1949 a París, és un director, guionista i actor francès. És fill de Pierre Granier-Deferre, amb qui va començar el cinema com a assistent, sobretot a la pel·lícula del seu pare Le Chat (1971). Després va treballar amb diferents directors francesos abans d'escriure i filmar la seva primera pel·lícula, Que les gros salaires lèvent le doigt!, el 1982.

## Filmografia

### Director

#### Cinema
- 1982 : Que les gros salaires lèvent le doigt !
- 1984 : Réveillon chez Bob
- 1988 : Blanc de Chine
- 1994 : Coma
- 2009 : Pièce montée

#### Televisió
- 1990 : Moi, général de Gaulle
- 1990 : Navarro (dos episodis)
- 1990 : Le Gorille (un episodi)
- 1991 : La Maison vide
- 1993 : L'Éternel Mari
- 1993 : Des héros ordinaires : Les portes du ciel (La Porte du ciel)
- 1994 : Arrêt d'urgence
- 1995 : L'Impossible Monsieur Papa
- 1996 : Chassés-croisés
- 1996 : L'Instit episodi Méchante
- 1997 : Les Mystères de Sadjurah
- 1998 : Les Grands Enfants
- 1999 : Chasseurs d'écume (telenovel·la)
- 2000 : Maigret episodi Maigret chez les riches
- 2001 : Les Duettistes episodi Le môme
- 2001 : Les Enquêtes d'Éloïse Rome (6 episodis)
- 2002 : Un mois à nous
- 2003 : Ambre a disparu
- 2004 : 93, rue Lauriston
- 2007 : L'Affaire Christian Ranucci : Le combat d'une mère
- 2007 : Rendez-moi justice
- 2008 : Clémentine
- 2011 : Les livres qui tuent

### Guionista
- 1982 : Que les gros salaires lèvent le doigt !
- 1984 : Réveillon chez Bob
- 1988 : Blanc de Chine
- 2009 : Pièce montée

### Actor
- 1982 : Merci Bernard
- 1983 : Elle voulait faire du cinéma
- 1999 : Chasseurs d'écume (minisèrie TV) : le vendeur du Nadis
- 2001 : Se souvenir des belles choses : Toto
- 2006 : Président : Premier Ministre